# Astrocrius
Genre
Astrocrius est un genre d'ophiures (échinodermes) de la famille des Gorgonocephalidae.

## Liste des espèces
Selon World Register of Marine Species (19 janvier 2016) :
- Astrocrius murrayi (Lyman, 1879)
- Astrocrius parens (Koehler, 1930)
- Astrocrius sobrinus (Matsumoto, 1912)

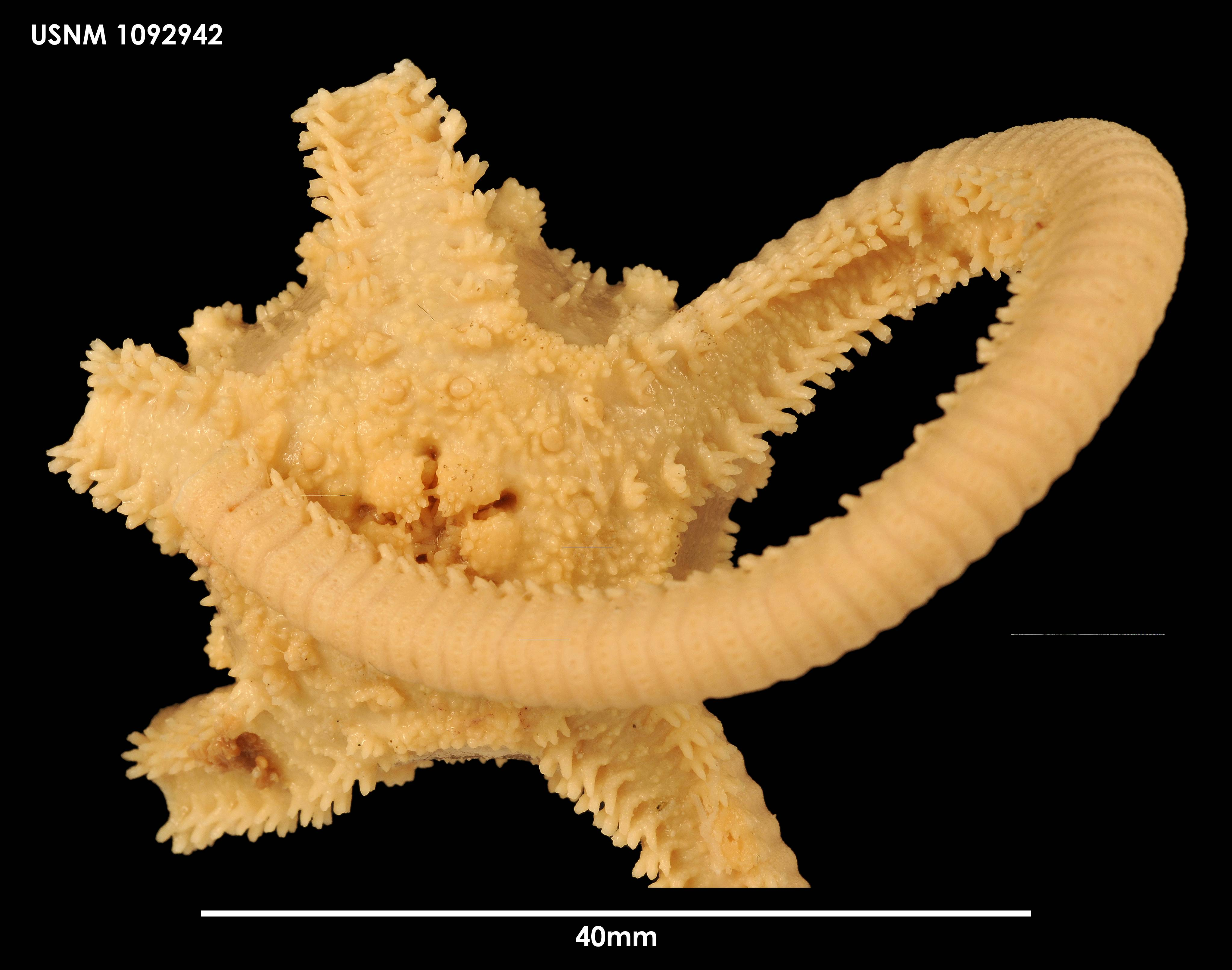
Astrotoma murrayi (face orale)
Astrocrius parens